# 青斑阿南魚
青斑阿南魚，又稱青點鹦鯛、螢斑阿南魚，俗名青斑龍、青衣、青威，為輻鰭魚綱鱸形目隆頭魚亞目隆頭魚科的其中一種。

## 分布
本魚分布於印度太平洋區，包括南非、東非、紅海、馬達加斯加、塞席爾群島、馬爾地夫、聖誕島、日本、中國、台灣、菲律賓、越南、馬來西亞、印尼、澳洲、庫克群島、關島、馬里亞納群島、新喀里多尼亞、紐西蘭、紐埃、索羅門群島、法屬玻里尼西亞、密克羅尼西亞、復活節島、馬紹爾群島、吉里巴斯、帛琉等海域。

## 深度
水深3至30公尺。

## 特徵
本魚體長形，側扁。口小；唇稍厚，內側具縐褶；上下頜前方各有一對向前伸出門狀齒，扁平而有切截緣。體被大或中大鱗，頭部眼前無鱗，胸部鱗片不較體側為大；側線連續。雄魚體呈藍綠色，上下唇藍色，兩眼間具一藍帶相連。體側在背鰭第四至第六鰭條間下方，且一草綠色寬橫帶，向下延伸至胸鰭基部，其後方各鱗片中央皆具一藍色垂直線紋。背鰭、臀鰭上具數條藍色縱帶。雌魚全身為草棕色，且每一鱗片中央具一藍色小圓點，頭部有許多不規則藍紋，背鰭、臀鰭和尾鰭均具藍色小點。背鰭硬棘9枚、背鰭軟條11至13枚、臀鰭硬棘3枚、臀鰭軟條11至13枚。體長可達42公分。

## 生態
本魚棲息在礁區水流湍急處，白天在珊瑚礁區覓食活動，晚上則鑽沙而眠，以甲殼類、多毛類為食。獨居或成對生活。幼魚常擬態為一片落葉於潮水中漂游，藉此躲避掠食者。具性轉變的行為，屬於先雌後雄型。

## 經濟利用
稍高級的食用魚，肉質細嫩，甜質稍遜。另外也可作為觀賞用魚。